# Хамакал
Хамакал — хутор (село) в Шамильском районе Дагестана. Входит в состав сельского поселения Кахибский сельсовет.

## Географическое положение
Расположено в 12 км к юго-востоку от районного центра села Хебда, на правом берегу реки Згуртляр.

## Население
| 1926 | 1939 | 1970 | 1989 | 2002 | 2010 | 2021 |
| ---- | ---- | ---- | ---- | ---- | ---- | ---- |
| 51   | ↗53  | ↗76  | ↘44  | ↗60  | ↗120 | ↘59  |